# Amateurliga Saarland
La Amateurliga Saarland fue la liga de fútbol más importante del estado de Sarre y una de las ligas que formaron parte de la tercera división de Alemania Federal desde su fundación en 1947 hasta su desaparición en 1978.

## Historia
La liga fue creada en 1947 y organizada por la Asociación de Fútbol de Sarre con el nombre Ehrenliga Saarland y era en esos años liga de segunda división de Alemania Federal, pero por un caso especial ocurrido en Sarre luego de finalizada la Segunda Guerra Mundial, sus equipos de fútbol abandonaron el sistema de competición alemana y pasaron a jugar en Francia entre 1949 y 1951, periodo en el que el 1. FC Saarbrucken formó parte de la Ligue 2.
En 1951 la liga regresa a las competiciones alemanas como Amateurliga Saarland pero como liga de tercera división alemana, y en su regreso los equipos 1. FC Saarbrücken y Borussia Neunkirchen fueron admitidos en la Oberliga Sudwest, y el año anterior tres equipos fueron admitidos en la 2. Oberliga Südwest: Viktoria Hühnerfeld, SC Altenkessel y Sportfreunde Saarbrücken.
El campeón no lograba el ascenso directo sino que enfrentaba a los ganadores de la Amateurliga Rheinland y Amateurliga Südwest en un playoff para definir a un equipo ascendido.
La liga desaparece en 1978 luego de que es creada la Oberliga Südwest, la cual sí otorgaba el ascenso directo al campeón de liga, siendo el campeón de la última temporada, el Borussia Neunkirchen ascendido a la 2. Bundesliga Süd, los equipos ubicados del puesto 2 al 7 pasaron a la Oberliga y los siguientes 12 equipos pasaron a la Versbandsliga.

## Equipos Fundadores
Los siguientes 11 equipos participaron en la primera temporada de la liga en la temporada de 1947/48:
| - FC Homburg - Sportfreunde Burbach - FC Ensdorf - SC Brebach - Preußen Merchweiler - FV Püttlingen | - SV Ludweiler - ASC Dudweiler - SV Bliekastel - Hellas Marpingen - Viktoria Hühnerfeld |

## Desaparición de la Liga
Así fueron distribuidos los equipos de la liga en su última edición en la temporada de 1977/78:
Admitido en la 2. Bundesliga:
- Borussia Neunkirchen

Admitidos en la nueva Oberliga:
- SV Röchling Völklingen
- SV St. Wendel
- VfB Dillingen
- ASC Dudweiler
- SV Auersmacher
- FSV Saarwellingen

Descendidos a la nueva Verbandsliga:
- SC Friedrichsthal
- SSV Überherrn
- SV Bliesen
- FV Eppelborn
- SV Hasborn
- VfB Theley
- FC Ensdorf
- Saar 05 Saarbrücken
- SV Oberthal
- SV Weiskirchen
- SV Fraulautern
- SV St. Ingbert

## Ediciones anteriores
| Temporada | Club                     |
| --------- | ------------------------ |
| 1947–48   | FC Homburg               |
| 1948–49   | Borussia Neunkirchen     |
| 1949–50   | Sportfreunde Saarbrücken |
| 1950–51   | 1. FC Saarbrücken II     |
| 1951–52   | Sportfreunde Saarbrücken |
| 1952–53   | VfB Dillingen            |
| 1953–54   | SV Ludweiler             |
| 1954–55   | SV St. Ingbert           |
| 1955–56   | Viktoria Hühnerfeld      |
| 1956–57   | FC Homburg               |
| 1957–58   | VfB Theley               |
| 1958–59   | SC Friedrichsthal        |
| 1959–60   | SV Röchling Völklingen   |
| 1960–61   | SV Röchling Völklingen   |
| 1961–62   | SV Fraulautern           |
| 1962–63   | Viktoria Sulzbach        |
| 1963–64   | Viktoria Sulzbach        |
| 1964–65   | SV Ludweiler             |
| 1965–66   | FC Homburg               |
| 1966–67   | SC Friedrichsthal        |
| 1967–68   | SV Landsweiler–Reden     |
| 1968–69   | SC Friedrichsthal        |
| 1969–70   | VfB Theley               |
| 1970–71   | SV Fraulautern           |
| 1971–72   | VfB Theley               |
| 1972–73   | FC Ensdorf               |
| 1973–74   | SV St.Ingbert            |
| 1974–75   | ASC Dudweiler            |
| 1975–76   | Borussia Neunkirchen     |
| 1976–77   | Borussia Neunkirchen     |
| 1977–78   | Borussia Neunkirchen     |

Fuente:
- En negrita los equipos que lograron el ascenso.
- En 1951 el Borussia Neunkirchen también ascendió a pesar de terminar en noveno lugar de la liga.
- En 1952 el campeón ascendió por última vez a la Oberliga Südwest y los equipo ubicados entre los lugares 2 y 4 fueron incluidos en la 2. Oberliga Südwest.
- En 1953 ascendió el ASC Dudweiler que terminó en cuarto lugar.